# Oulad Aissa
Oulad Aissa (en àrab أولاد عيسى, Ūlād ʿĪsà; en amazic ⵡⵍⴰⴷ ⵄⵉⵙⴰ) és una comuna rural de la província de Khouribga, a la regió de Béni Mellal-Khénifra, al Marroc. Segons el cens de 2014 tenia una població total de 5.845 persones.